# エリック・ライト (1985年生のアメリカンフットボール選手)
エリック・ライト（Eric Wright 1985年7月24日- ）はカリフォルニア州サンフランシスコ出身の元アメリカンフットボール選手。現役時代のポジションはコーナーバック。

## 経歴
サンフランシスコ生まれの彼は、第29回スーパーボウルで活躍したディオン・サンダースにあこがれて育った。
USCで、2年次には先発選手となり、2005年1月4日のオレンジボウルでも先発出場し、4タックル、1インターセプトをあげた。同年3月に起こしたオフフィールドの問題によりUSCを離れ、同年ネバダ大学ラスベガス校に転校、その年はNCAAの規定により出場できず、2006年、先発6試合を含む9試合に出場した。同年12月26日、NFLドラフトにアーリーエントリーすることを表明した。
2007年のドラフト2巡でクリーブランド・ブラウンズに指名されて入団した。彼の指名権は、ブラウンズがダラス・カウボーイズからトレードアップで取得したものだった。彼は1巡での指名も予想されていたが、大学時代のトラブルも影響して、2巡での指名となった。
1年目の2007年、全16試合中13試合で先発し、10月14日のマイアミ・ドルフィンズ戦でクレオ・レモンのパスをインターセプトした。
2008年の第6週、それまでシーズン無敗のニューヨーク・ジャイアンツ戦で94ヤードのインターセプトリターンTDを決めて、AFC週間最優秀選手守備部門に選ばれた。
2011年7月29日、デトロイト・ライオンズと契約を結んだ。
この年、全16試合で先発出場、74タックル、自己ベストの4インターセプトをあげた。
2012年3月14日、タンパベイ・バッカニアーズと5年3750万ドルの契約を結んだ。7月2日にロサンゼルスのステイプルズ・センターの近くで飲酒運転の疑いで逮捕された。この件ではその後不起訴となった。第2週のニューヨーク・ジャイアンツ戦では60ヤードのインターセプトリターンTDをあげた。11月にアデロールの陽性反応を示したことから、4試合の出場停止処分を受けた。この年10試合の出場で37タックル、1インターセプトに終わり、バッカニアーズのパスディフェンスはリーグワーストであった。2013年4月9日、バッカニアーズと1年150万ドル（出来高で最大300万ドル）の延長契約を結んだ。
2013年、7月12日にロサンゼルス近郊での飲酒運転で逮捕された。その直後にサンフランシスコ・フォーティナイナーズとのトレードが合意となったが、身体検査に落ちて破談、バッカニアーズを解雇された。その後、8月8日、フォーティナイナーズと契約を結んだ。8月27日にreserve/non-football injury リストに入れられた。その後11月にチームに復帰、彼の代わりに不振のナムディ・アソムーアが解雇された。